# Leichtathletik-Europameisterschaften 2010/Stabhochsprung der Frauen

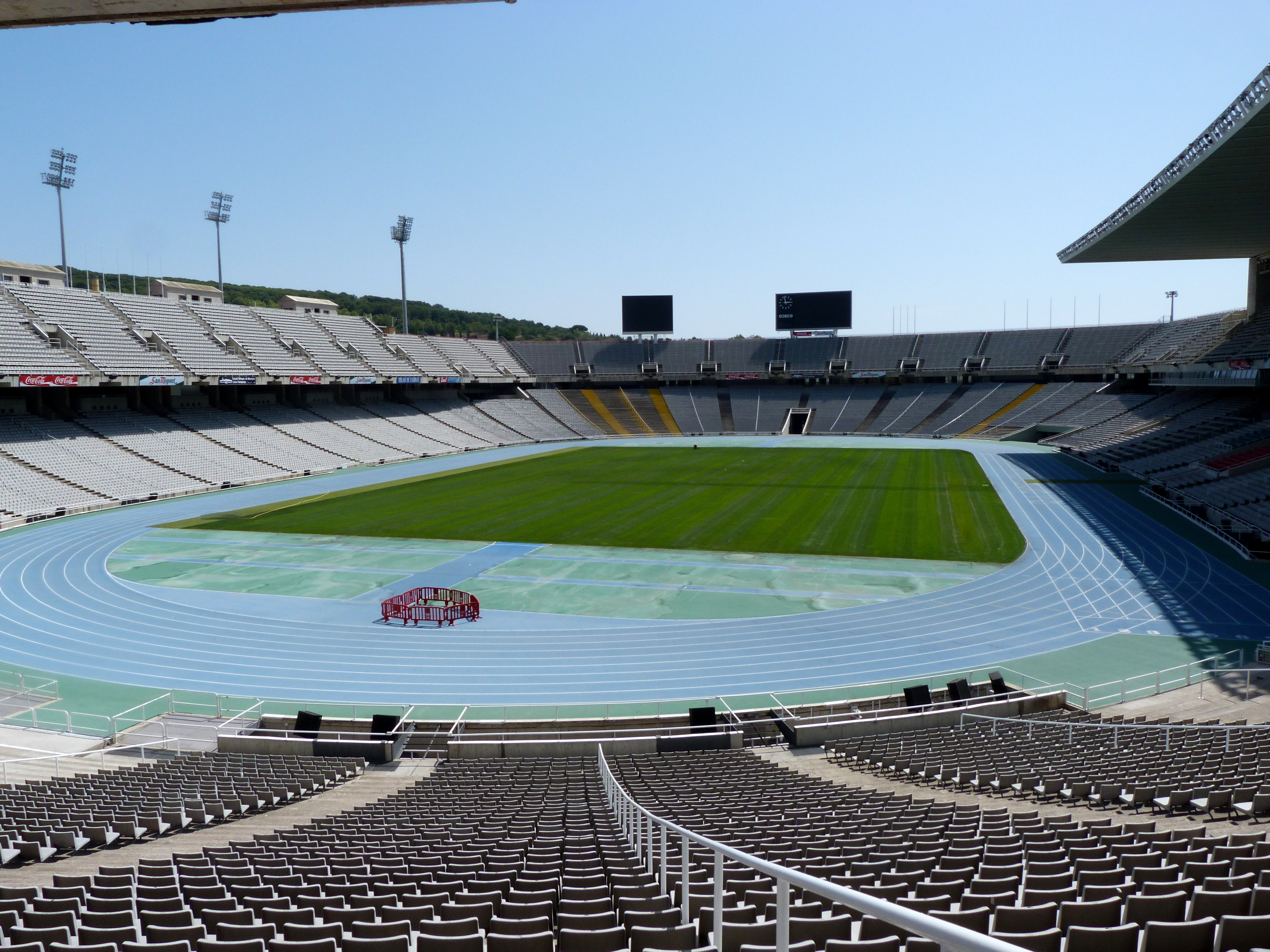
Das Olympiastadion Estadi Olímpic Lluís Companys
Barcelona im Jahr 2012

Der Stabhochsprung der Frauen bei den Leichtathletik-Europameisterschaften 2010 wurde am 28. und 30. Juli 2010 im Olympiastadion Estadi Olímpic Lluís Companys der spanischen Stadt Barcelona ausgetragen.
Mit Silber und Bronze errangen die deutschen Stabhochspringerinnen in diesem Wettbewerb zwei Medaillen. Europameisterin wurde die Weltmeisterin von 2003, Vizeweltmeisterin von 2001, WM-Dritte von 2007, Olympiazweite von 2004, Olympiadritte von 2008 und Europameisterin von 2002 Swetlana Feofanowa aus Russland. Silber ging an Silke Spiegelburg. Rang drei belegte Lisa Ryzih.

## Rekorde

### Bestehende Rekorde
| Weltrekord           | 5,06 m | Jelena Issinbajewa | Zürich Schweiz        | 28. August 2009 |
| Europarekord         | 5,06 m | Jelena Issinbajewa | Zürich Schweiz        | 28. August 2009 |
| Meisterschaftsrekord | 4,80 m | Jelena Issinbajewa | EM Göteborg, Schweden | 12. August 2006 |

Der bestehende EM-Rekord wurde bei diesen Europameisterschaften nicht erreicht. Am höchsten sprang die russische Europameisterin Swetlana Feofanowa, die im Finale 4,70 m erzielte und damit zehn Zentimeter unter dem Rekord blieb. Zum Welt- und Europarekord fehlten ihr 36 Zentimeter.

### Rekordverbesserungen
Es wurden neue Landesrekorde aufgestellt, ein Landesrekord wurde egalisiert:
- 4,35 m (Rekordverbesserung) – Cathrine Larsåsen (Norwegen), Qualifikation (Gruppe A) am 28. Juli
- 4,15 m (Rekordverbesserung) – Tori Pena (Irland), Qualifikation (Gruppe A) am 28. Juli
- 4,35 m (Rekordverbesserung) – Anna Katharina Schmid (Schweiz), Qualifikation (Gruppe B) am 28. Juli
- 4,65 m (Rekordverbesserung) – Anastassija Schwedawa (Belarus), Finale am 30. Juli
- 4,35 m (Rekordegalisierung) – Cathrine Larsåsen (Norwegen), Finale am 30. Juli

## Legende
Kurze Übersicht zur Bedeutung der Symbolik – so üblicherweise auch in sonstigen Veröffentlichungen verwendet:
| NR  | Nationaler Rekord     |
| e   | egalisiert            |
| NM  | keine Höhe (no mark)  |
| ogV | ohne gültigen Versuch |
| –   | verzichtet            |
| o   | übersprungen          |
| x   | ungültig              |

## Qualifikation
28. Juli 2010, 10:30 Uhr
25 Teilnehmerinnen traten in zwei Gruppen zur Qualifikationsrunde an. Die Qualifikationshöhe für den direkten Finaleinzug betrug 4,40 m. Sechs Athletinnen übertrafen diese Marke (hellblau unterlegt). Um auf die Mindestanzahl von zwölf Finalistinnen zu kommen, wurde das Finalfeld mit den sechs nächstplatzierten Sportlerinnen, die 4,35 m übersprungen hatten, auf zwölf Springerinnen aufgefüllt (hellgrün unterlegt). Für einige Teilnehmerinnen zeichnete es sich bereits ab, dass sie mit 4,35 m für das Finale qualifiziert waren. Sie verzichteten dann auf eine Fortsetzung des Wettkampfs.

### Gruppe A

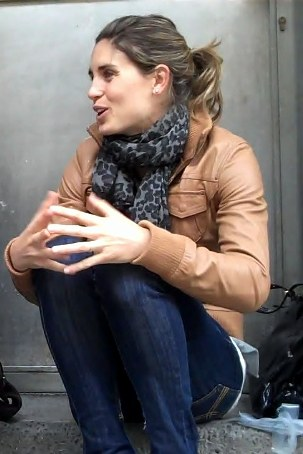
Naroa Agirre – 4,25 m reichten nicht zur Finalteilnahme
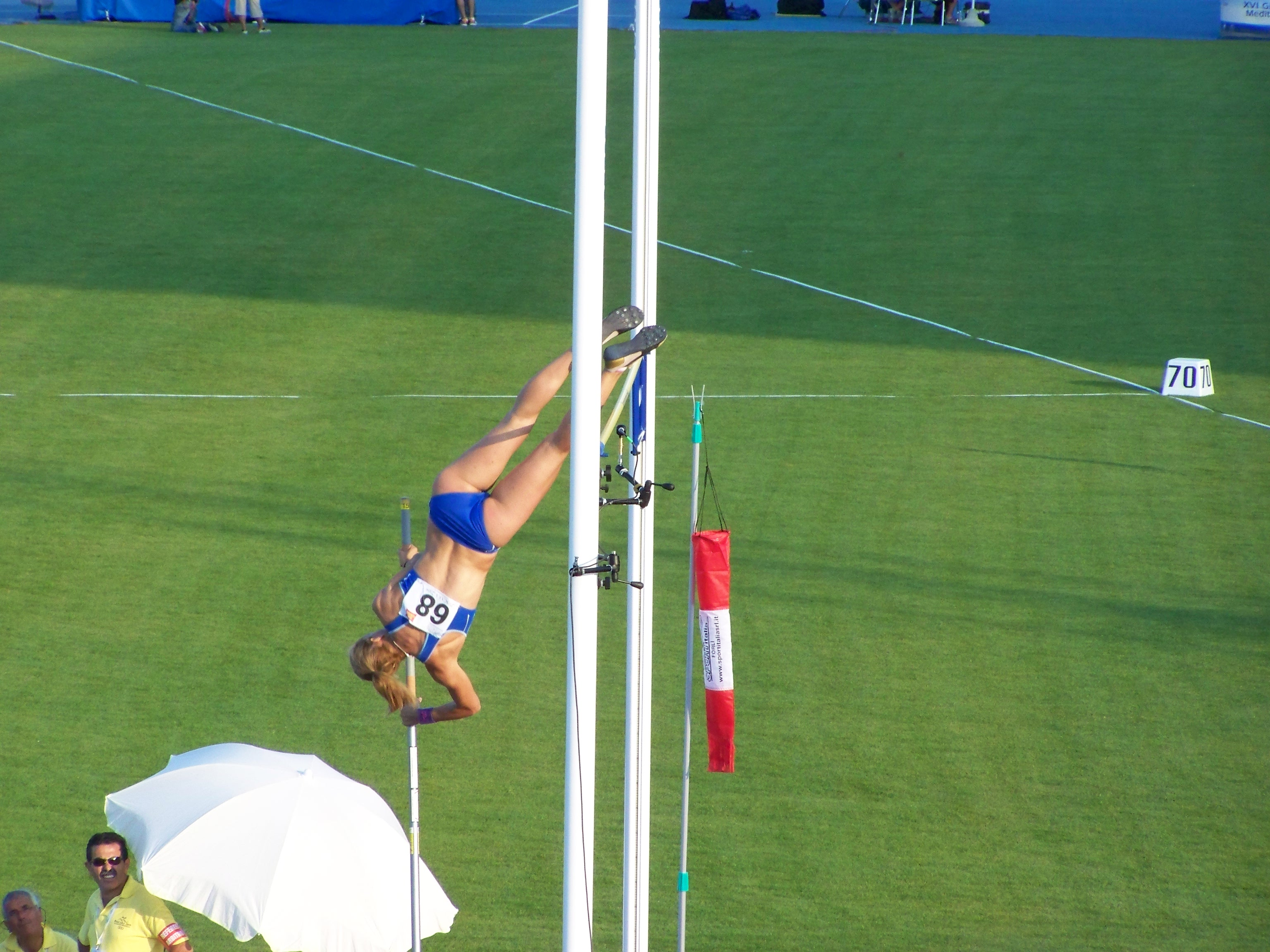
Marianna Zachariadou erzielte 4,25 m und war damit im Finale nicht dabei

| Platz | Name                 | Nation         | Resultat (m) | 3,95 m | 4,05 m | 4,15 m | 4,25 m | 4,35 m | 4,40 m |
| 1     | Swetlana Feofanowa   | Russland       | 4,40000      | –      | –      | –      | –      | –      | o      |
| 1     | Silke Spiegelburg    | Deutschland    | 4,40000      | –      | –      | –      | –      | –      | o      |
| 3     | Kate Dennison        | Großbritannien | 4,35000      | –      | –      | o      | o      | o      | x – –  |
| 3     | Tina Šutej           | Slowenien      | 4,35000      | –      | o      | o      | o      | o      | –      |
| 5     | Lisa Ryzih           | Deutschland    | 4,35000      | –      | –      | –      | –      | xo     | x – –  |
| 6     | Cathrine Larsåsen    | Norwegen       | 4,35 NR      | –      | xo     | o      | xxo    | xo     | x – –  |
| 7     | Naroa Agirre         | Spanien        | 4,25000      | –      | xo     | o      | o      | xxx    |        |
| 8     | Marianna Zachariadou | Zypern         | 4,25000      | –      | xo     | o      | xo     | xxx    |        |
| 9     | Romana Maláčová      | Tschechien     | 4,25000      | –      | o      | o      | xxo    | xxx    |        |
| 10    | Tori Pena            | Irland         | 4,15 NR      | o      | xo     | xo     | xxx    |        |        |
| 11    | Elena Scarpellini    | Italien        | 4,05000      | –      | o      | –      | xxx    |        |        |
| 12    | Sandra-Helena Homo   | Portugal       | 3,95000      | o      | –      | xxx    |        |        |        |

Weitere in Qualifikationsgruppe A ausgeschiedene Stabhochspringerinnen:

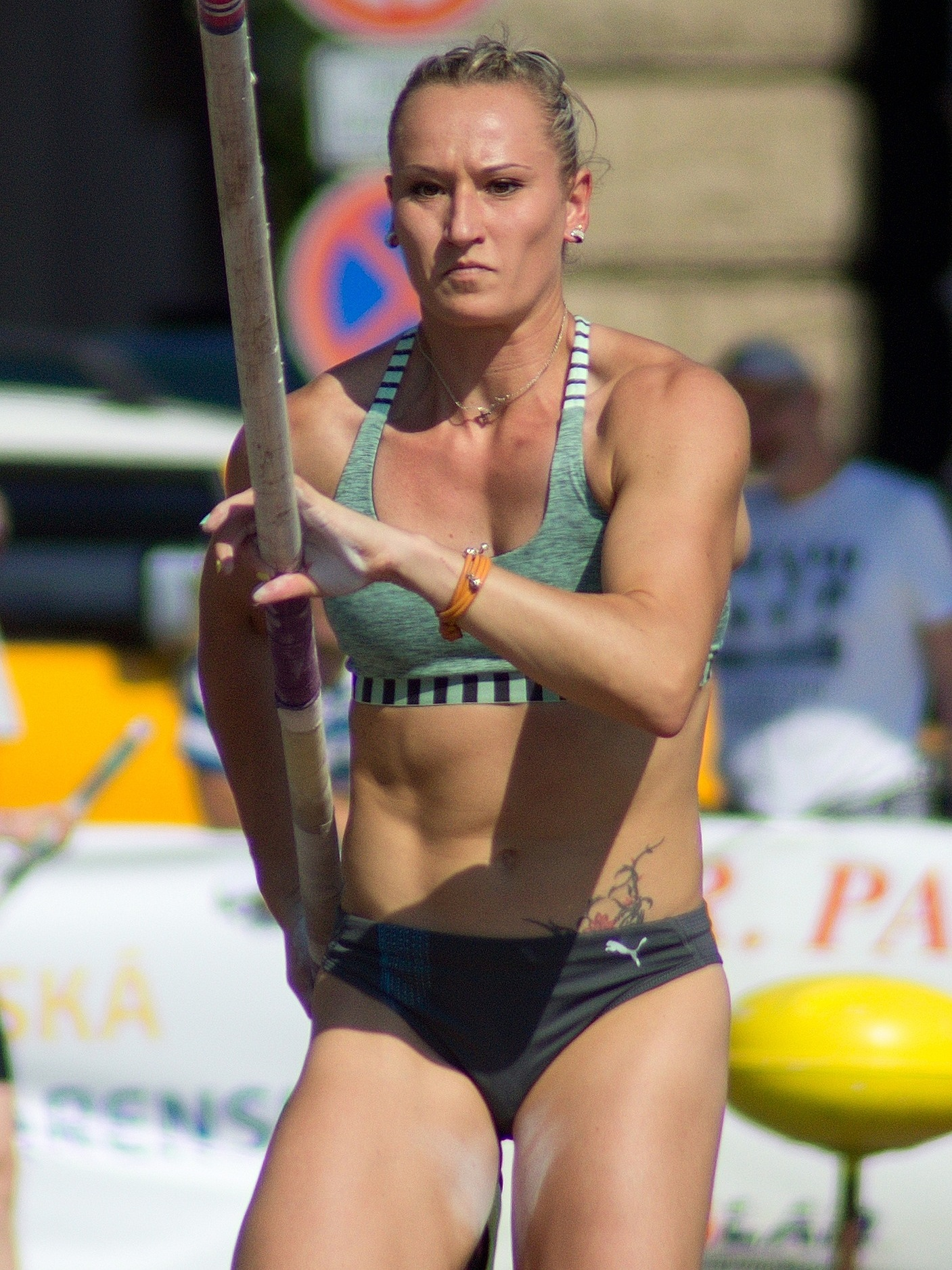
Romana Maláčová – 4,25 m
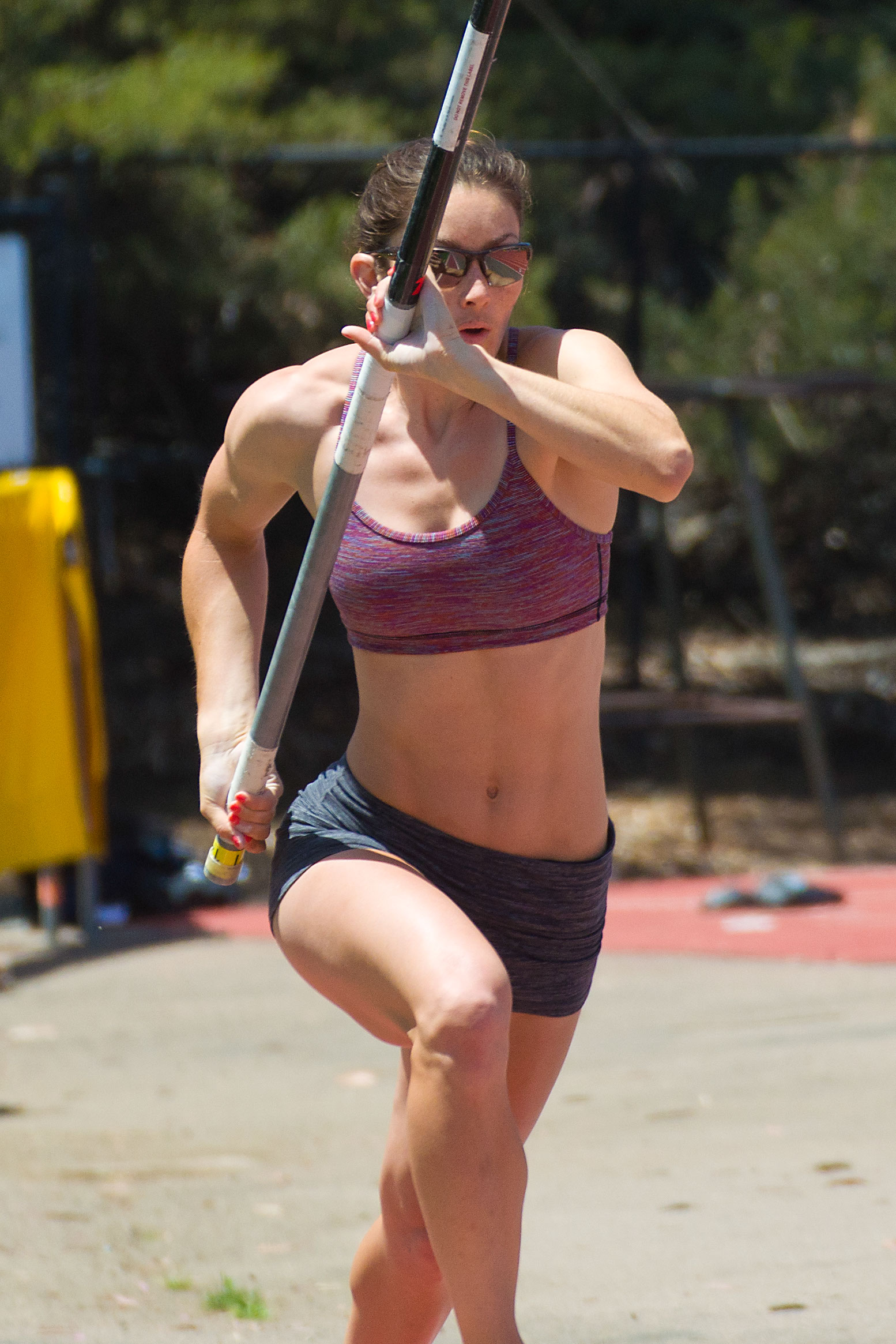
Tori Pena – 4,15 m
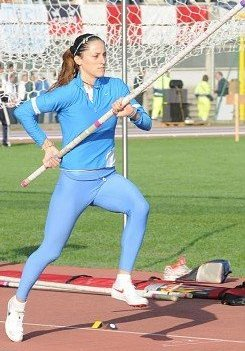
Elena Scarpellini – 4,05 m

### Gruppe B

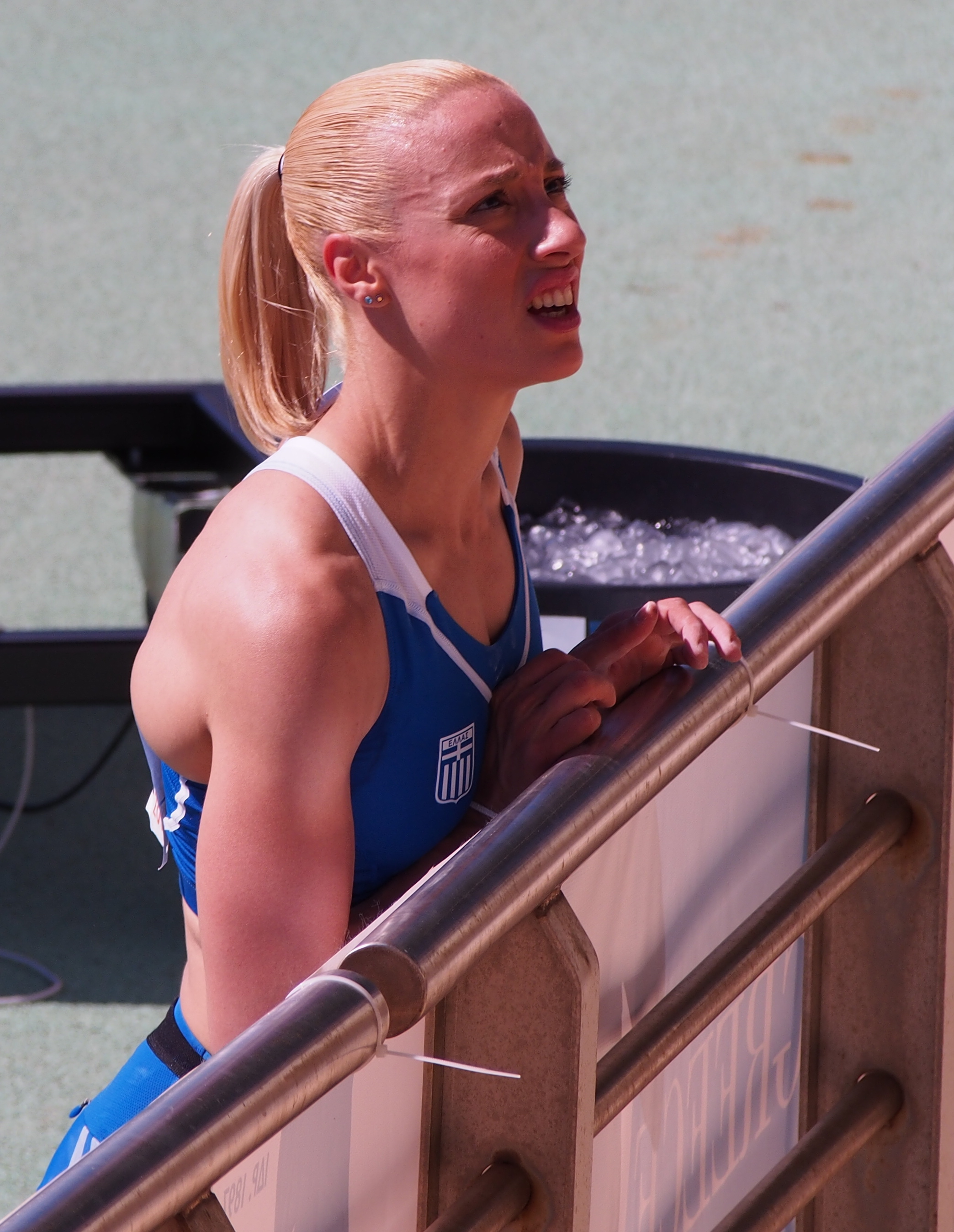
Nikoleta Kyriakopoulou übersprang 4,25 m, was nicht für die Finalqualifikation reichte
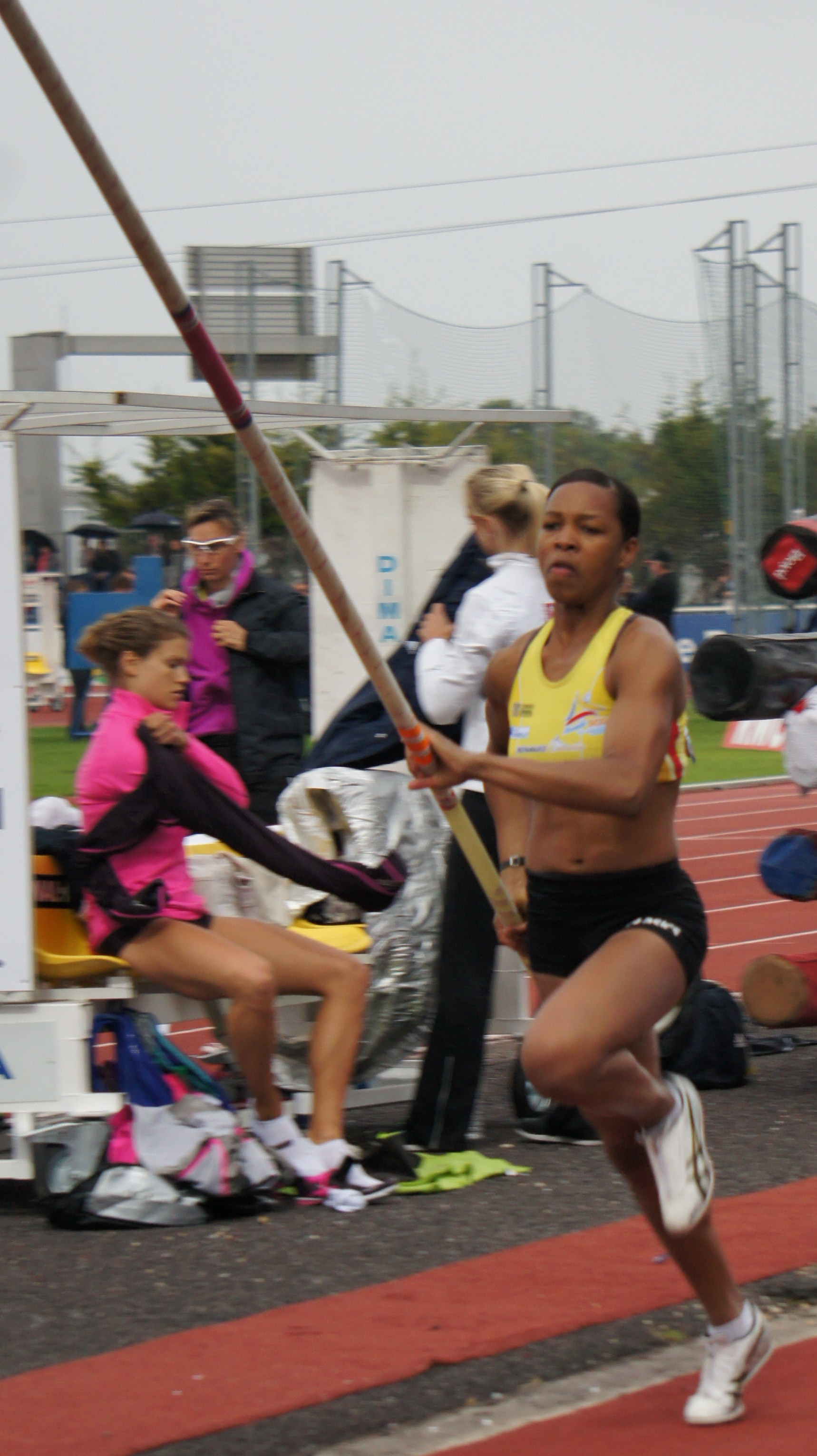
Maria Leonor Tavares kam nicht über 4,05 m hinaus und scheiterte damit in der Qualifikation
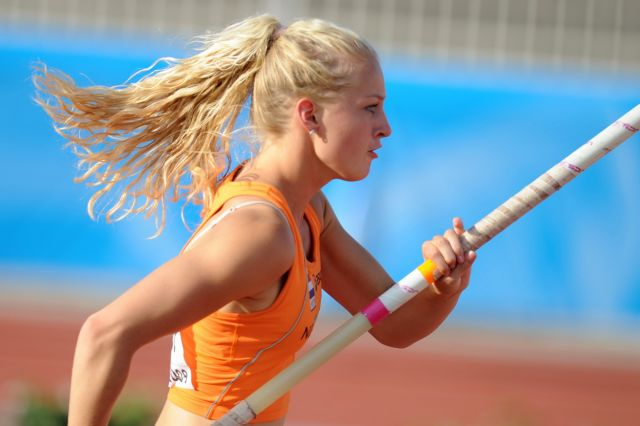
Denise Groot blieb in der Qualifikation ohne gültigen Versuch

| Platz | Name                   | Nation       | Resultat (m) | 3,95 m | 4,05 m | 4,15 m | 4,25 m | 4,35 m | 4,40 m |
| 1     | Jiřina Ptáčníková      | Tschechien   | 4,40000      | –      | –      | –      | o      | –      | o      |
| 2     | Julija Golubtschikowa  | Russland     | 4,40000      | –      | –      | –      | o      | –      | xo     |
| 2     | Carolin Hingst         | Deutschland  | 4,40000      | –      | –      | –      | –      | –      | xo     |
| 4     | Anastassija Schwedawa  | Belarus      | 4,40000      | –      | –      | –      | xo     | o      | xo     |
| 5     | Minna Nikkanen         | Finnland     | 4,35000      | –      | o      | o      | xo     | o      | x – –  |
| 6     | Anna Katharina Schmid  | Schweiz      | 4,35 NR      | –      | xo     | o      | xxo    | xxo    | x – –  |
| 7     | Nikoleta Kyriakopoulou | Griechenland | 4,25000      | –      | –      | o      | o      | xxx    |        |
| 8     | Afrodíti Skafída       | Griechenland | 4,25000      | xo     | xxo    | xxo    | xxo    | xxx    |        |
| 9     | Hanna-Mia Persson      | Schweden     | 4,15000      | –      | o      | o      | xxx    |        |        |
| 9     | Anna María Pinero      | Spanien      | 4,15000      | –      | o      | o      | xxx    |        |        |
| 11    | Caroline Bonde Holm    | Dänemark     | 4,15000      | –      | o      | xo     | xxx    |        |        |
| 12    | Maria Leonor Tavares   | Portugal     | 4,05000      | o      | xo     | xxx    |        |        |        |
| NM    | Denise Groot           | Niederlande  | ogV000       | –      | xxx    |        |        |        |        |

## Finale
30. Juli 2010, 18:30 Uhr
| Platz | Name                  | Nation         | Resultat (m) | 4,15 m | 4,25 m | 4,35 m | 4,45 m | 4,55 m | 4,65 m | 4,70 m | 4,75 m |
| 1     | Swetlana Feofanowa    | Russland       | 4,700000     | –      | –      | –      | o      | –      | o      | xo     | o      |
| 2     | Silke Spiegelburg     | Deutschland    | 4,65 0000    | –      | –      | –      | o      | o      | o      | xx–    | x      |
| 3     | Lisa Ryzih            | Deutschland    | 4,650000     | –      | –      | xo     | –      | xxo    | o      | xx–    | x      |
| 4     | Anastassija Schwedawa | Belarus        | 4,65 NR0     | –      | o      | xo     | xo     | o      | xo     | xxx    |        |
| 5     | Jiřina Ptáčníková     | Tschechien     | 4,650000     | –      | o      | –      | o      | o      | xxo    | xxx    |        |
| 6     | Kate Dennison         | Großbritannien | 4,550000     | –      | o      | o      | o      | xo     | xxx    |        |        |
| 7     | Julija Golubtschikowa | Russland       | 4,550000     | –      | o      | –      | xo     | xo     | xxx    |        |        |
| 8     | Cathrine Larsåsen     | Norwegen       | 4,35 NRe     | o      | xo     | o      | xxx    |        |        |        |        |
| 9     | Minna Nikkanen        | Finnland       | 4,350000     | o      | xo     | xo     | xxx    |        |        |        |        |
| 10    | Tina Šutej            | Slowenien      | 4,350000     | xxo    | xo     | xo     | xxx    |        |        |        |        |
| 11    | Carolin Hingst        | Deutschland    | 4,350000     | –      | –      | xxo    |        | xxx    |        |        |        |
| NM    | Anna Katharina Schmid | Schweiz        | ogV0000      | xxx    |        |        |        |        |        |        |        |

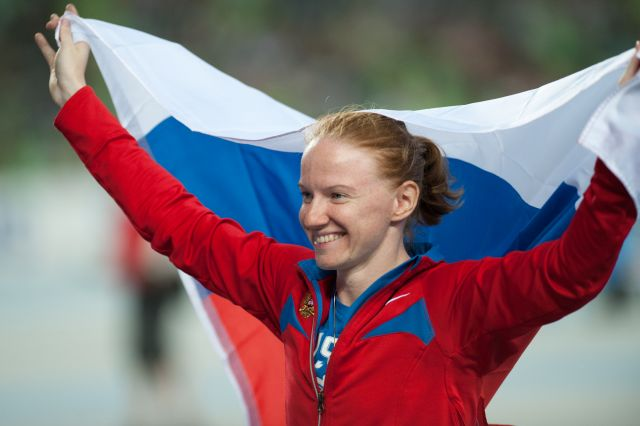
Nach vielen großen Erfolgen seit 2001 wurde Swetlana Feofanowa hier zum zweiten Mal Europameisterin

Obwohl mit der russischen Weltrekordhalterin, Titelverteidigerin, Olympiasiegerin von 2008 und Weltmeisterin von 2007 Jelena Issinbajewa die dominierende Stabhochspringerin nicht an den Europameisterschaften teilnahm, ging der EM-Titel dank Swetlana Feofanowa doch nach Russland. Die beiden Deutschen Silke Spiegelburg und Lisa Ryzih errangen die Silber und Bronze.

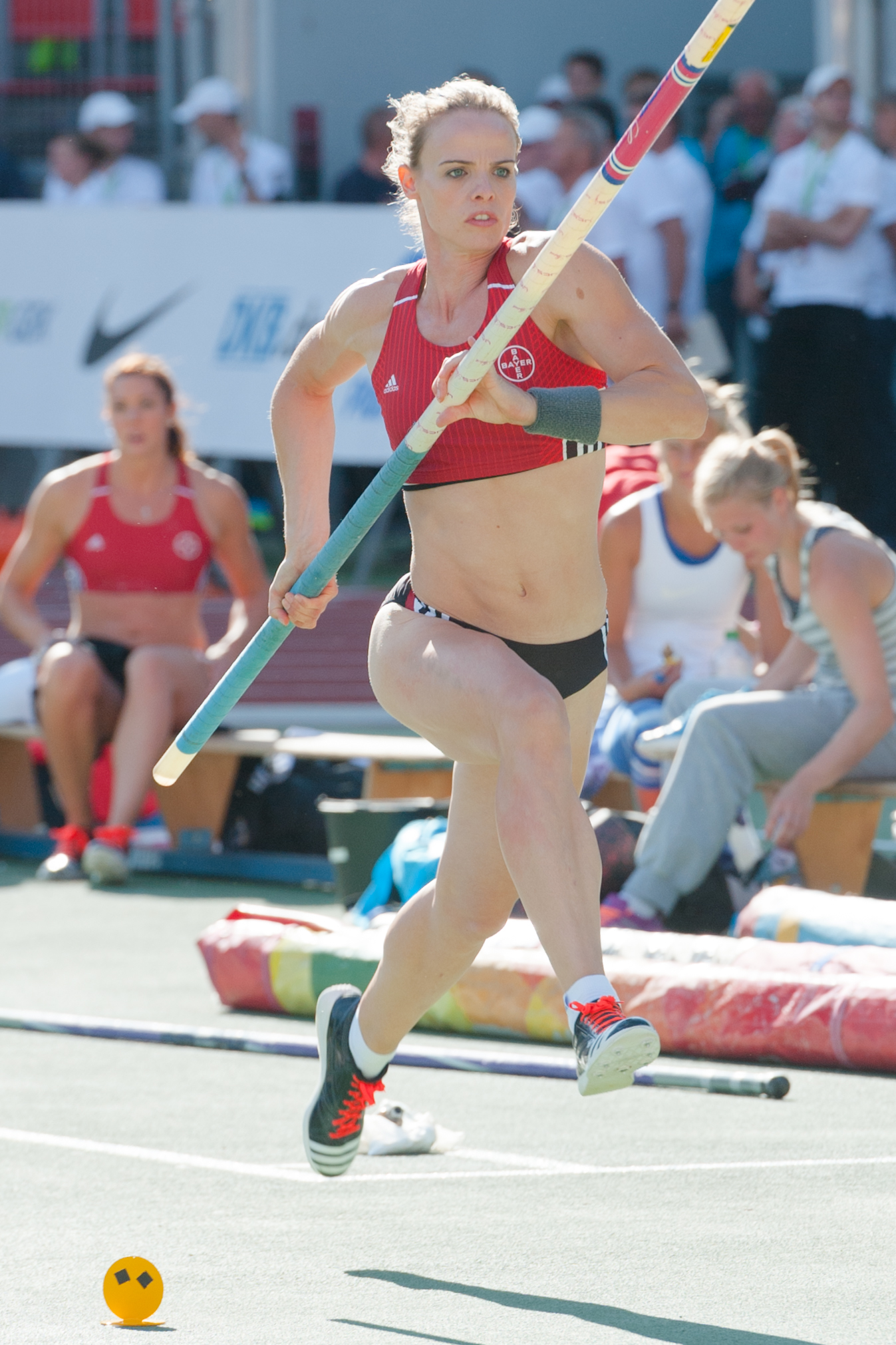
Vizeeuropameisterin Silke Spiegelburg
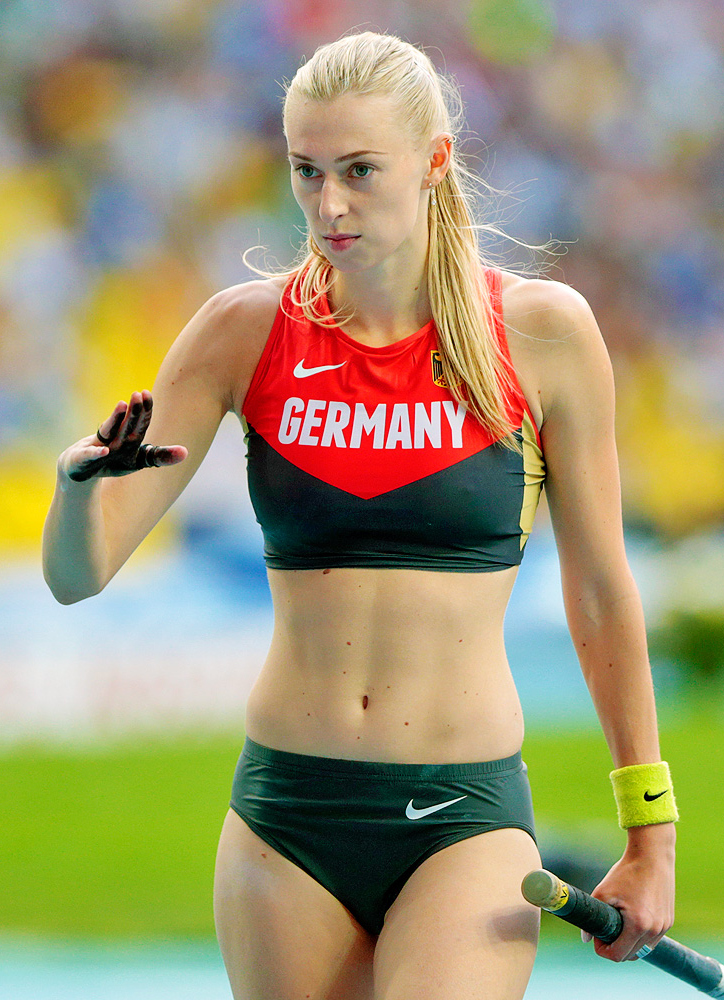
Bronzemedaillengewinnerin Lisa Ryzih
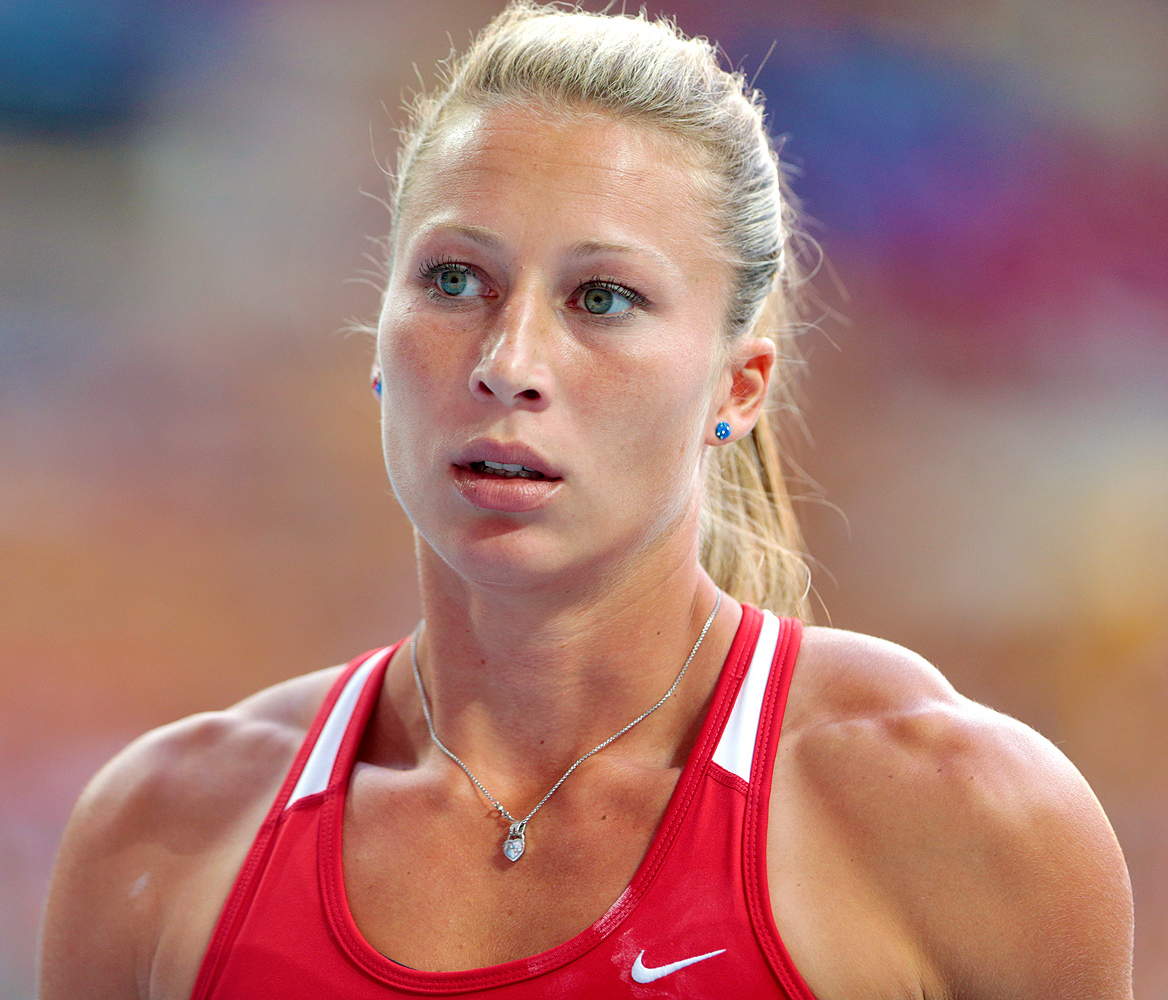
Jiřina Ptáčníková belegte Rang fünf

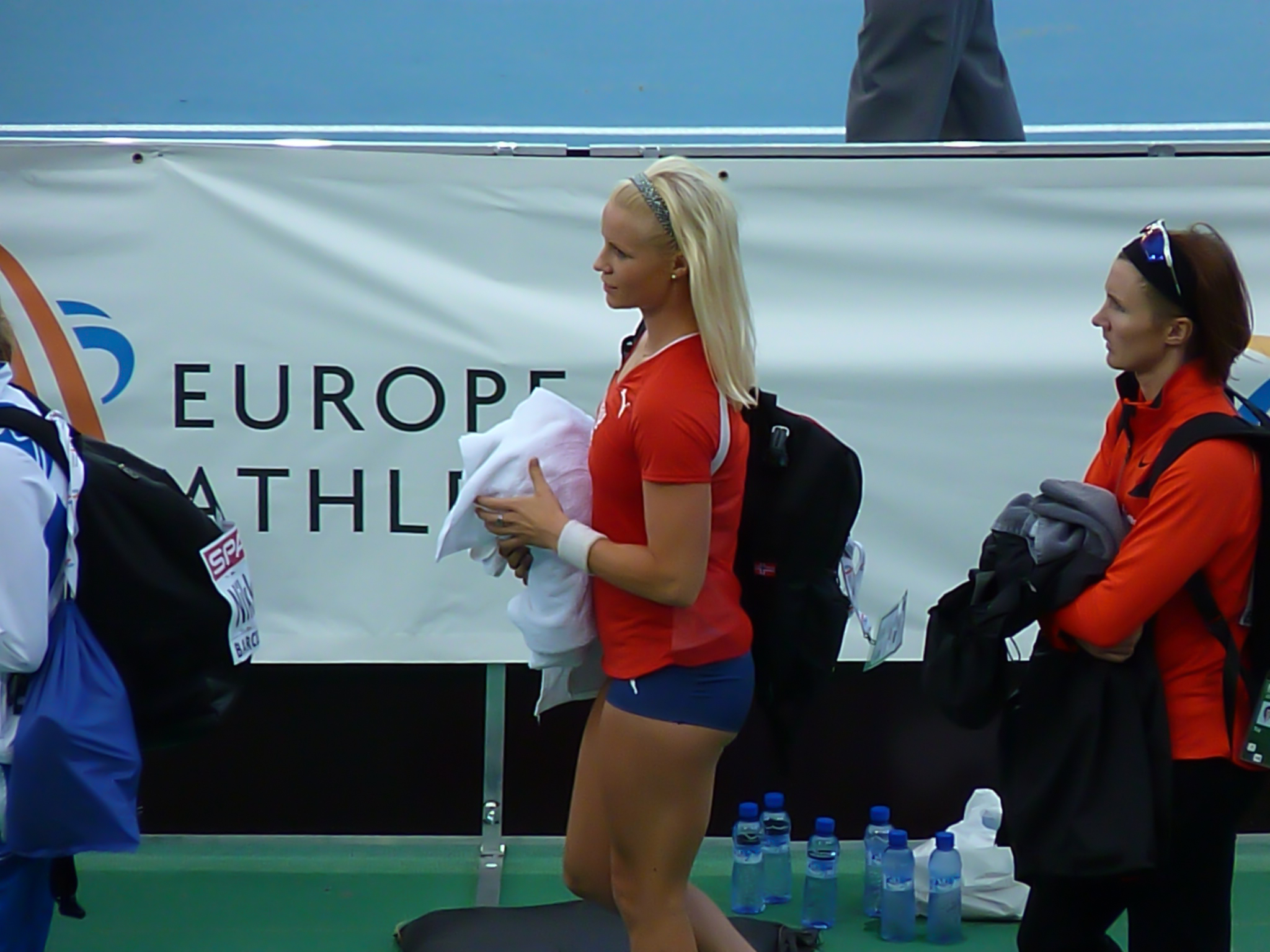
Cathrine Larsåsen (Mitte) erzielte zwei Mal norwegischen Landesrekord und kam auf den achten Platz
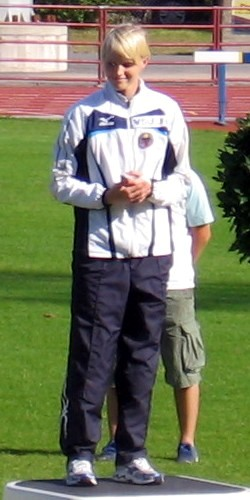
Die neuntplatzierte Minna Nikkanen
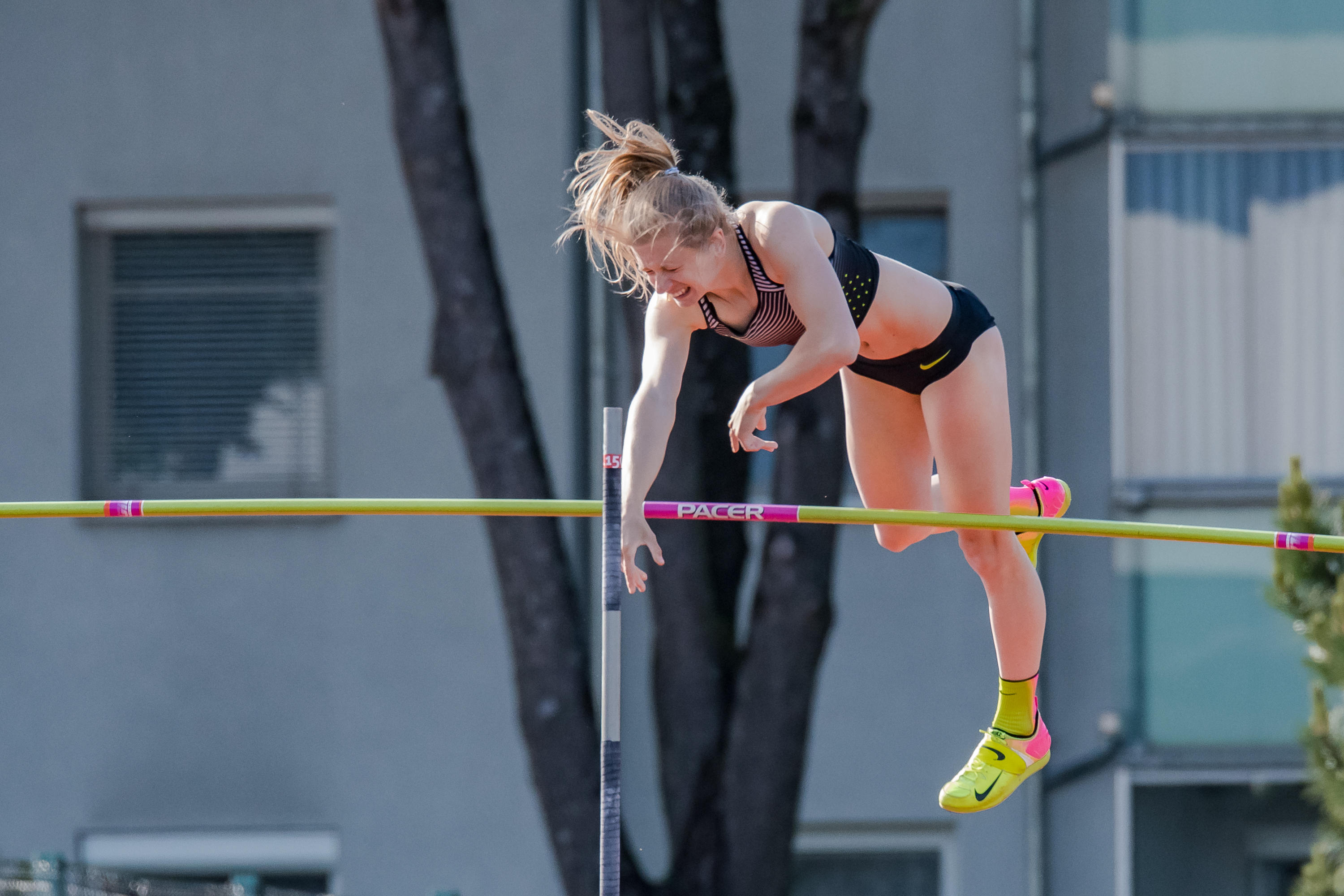
Tina Šutej kam auf den zehnten Platz
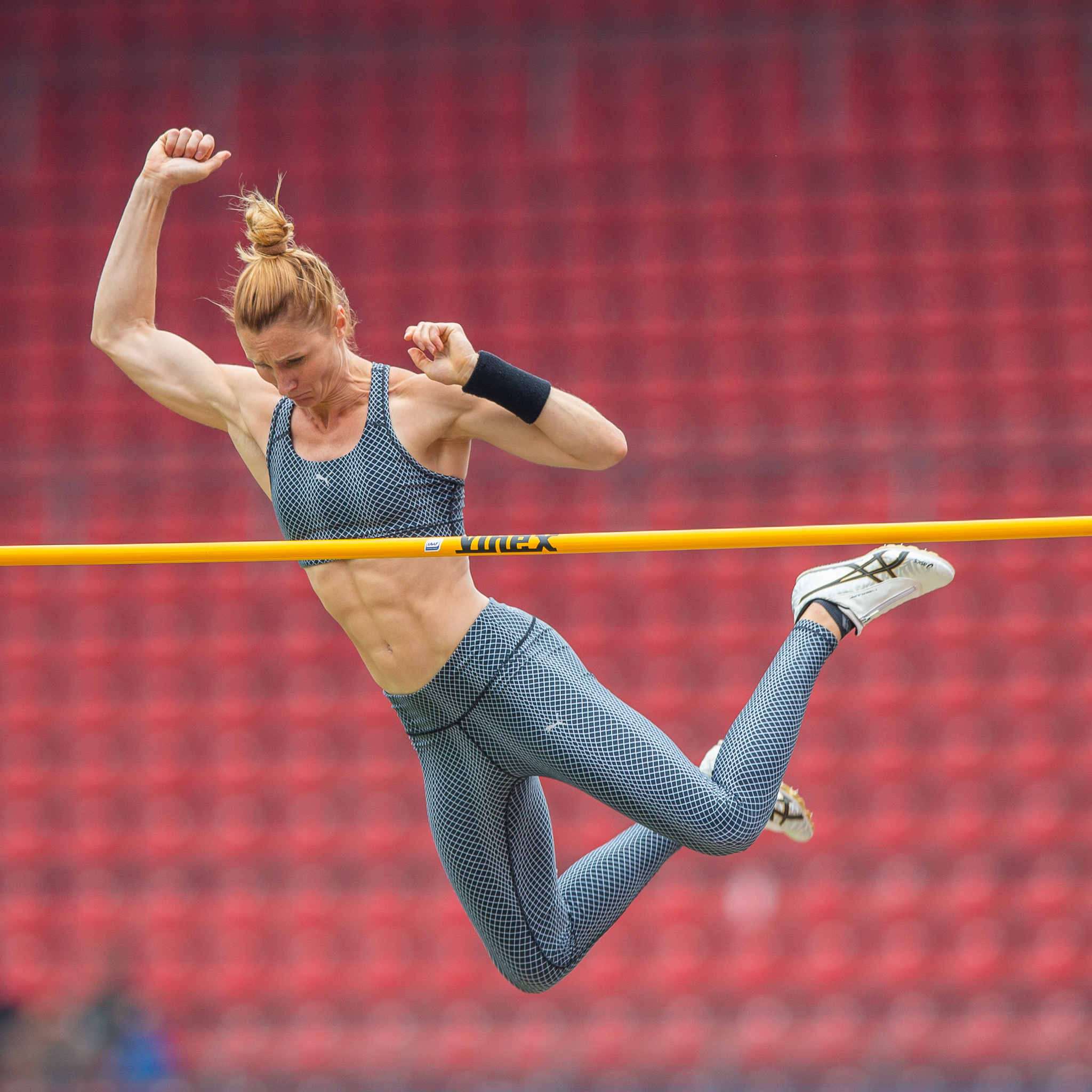
Carolin Hingst erreichte Rang elf

## Videolink
- Women's Pole Vault Final | Barcelona 2010, youtube.com, abgerufen am 21. Februar 2023